# Kvantemekanisk sammenfiltring
Kvantefysisk sammenfiltring, kvantemekanisk sammenfiltring
 
eller kvantesammenfiltring (eng. quantum entanglement) er et kvantemekanisk fænomen, hvor det er nødvendigt at beskrive den kvantemekaniske tilstand for to eller flere objekter som en helhed, selvom de enkelte objekter kan være rumligt forskellige steder. Dette betyder at (observerbare) fysiske egenskaber ved de enkelte objekter er korrelerede på en langt "stærkere" måde end enhver klassisk påvirkning kan forklare. Resultatet er at målinger udført på det ene objekt kan fortolkes som at influere andre objekter som objektet er sammenfiltret med.
For eksempel er det muligt at anbringe to partikler i en enkelt kvantetilstand således at når én observeres at have spin "op", vil den anden altid have spin "ned", selv om kvantemekanikken tilsiger at det er umuligt at forudsige hvilket sæt af tilstande der vil blive målt. Derfor ser det ud som om målinger foretaget på det ene delsystem (spin "op"-partiklen) øjeblikkeligt påvirker det andet delsystem (spin "ned"-partiklen), der er kvantemekanisk sammenfiltret med det. Kvantemekanisk sammenfiltring giver ikke mulighed for at transmittere information hurtigere end lysets hastighed; dvs. relativitetsteoriens begrænsninger gælder stadig.
Kvantemekanisk sammenfiltring er tæt forbundet med flere teknologier under udvikling, som kvantecomputere og kvantekryptografi, og har været anvendt til eksperimentelt at realisere kvanteteleportation (af professor Eugene Polzik tidligere ved Aarhus Universitet – nu Niels Bohr Institutet). Samtidig giver det anledning til mere filosofiske diskussioner om kvanteteori. Korrelationerne forudsagt af kvantemekanikken, og påvist eksperimentelt, modsiger princippet om lokalitet[kilde mangler], dvs. at information om et systems tilstand udelukkende kan observeres i systemets umiddelbare omgivelser.
Københavnerfortolkningen antyder at målinger i sig selv påvirker partiklerne. Dette kaldes målingseffekten.